# Aproniano
Aproniano (fl. IV-V secolo) è stato un senatore romano del IV o V secolo.
È citato da Palladio di Galazia quale amico di Tirannio Rufino. Si dedicò all'ascesi.
Non è certa la sua identificazione con il proprietario della catacomba di Aproniano.